# 赫弗泰島
71°59′S 171°6′E / 71.983°S 171.100°E
赫弗泰島，是南極洲的島嶼，位於維多利亞地的博克格雷溫克海岸，屬於珀澤申群島的一部分，由挪威探險隊命名，現時由南極條約體系管理。